# Orientation (Izgubljeni)
Orientation je treća epizoda druge sezone televizijske serije Izgubljeni i sveukupno 28. epizoda serije. Režirao ju je Jack Bender, a napisali su je Javier Grillo-Marxuach i Craig Wright. Prvi puta se emitirala 5. listopada 2005. godine na televizijskoj mreži ABC.
Jack Shephard (Matthew Fox), John Locke (Terry O'Quinn) i Kate Austen (Evangeline Lilly) saznaju sve o tajanstvenom oknu od Desmonda Humea (Henry Ian Cusick). Na drugoj strani otoka Michael Dawson (Harold Perrineau), James "Sawyer" Ford (Josh Holloway) i Jin-Soo Kwon (Daniel Dae Kim) zatočeni su od strane ljudi za koje sumnjaju da su Drugi. Glavni lik radnje ove epizode je John Locke. 

## Radnja

### Prije otoka
Locke se nalazi u grupi za podršku gdje se uz veliku dozu emocija prisjeća prevare svog oca. Nakon nekog vremena jedna od članica skupine Helen Norwood (Katey Sagal) prilazi mu i njih dvoje započinju romantičnu vezu. Zajedno provode noć, a Helen se budi i vidi da se Locke oblači tvrdeći da mu je neudobno spavati u nepoznatom krevetu. Odlazi i u automobilu sjedi ispred imanja svoga oca. Uskoro se njih dvojica suočavaju, a otac mu govori da zna da ga ovaj uhodi te mu kaže da je nepoželjan. 
Prilikom obljetnice njihove veze, Helen daje Lockeu dar: ključ svog stana, ali samo pod uvjetom da prestane odlaziti do oca. Locke pristaje, ali ne uspijeva održati svoju riječ. Helen ga u konačnici slijedi i jedne noći njih se dvoje posvađaju. Ona mu kaže da se on boji ostaviti prošlost iza sebe i prijeći preko onoga što mu je otac učinio te krenuti u zajedničku budućnost s Helen. Također mu napominje da sve to i treba biti teško te traži od njega da barem malo ima vjere. 

### Na otoku
U podzemnom oknu sukob između Jacka, Desmonda i Lockea daje dovoljno vremena za Kate da priđe Desmondu s leđa i onesvijesti ga. Međutim, prilikom akcije on slučajno puca u kompjuter koji ostaje oštećen. Desmond govori da će svi umrijeti ako ne uspije popraviti kompjuter. Kate zbog toga odlazi po Sayida. 
Desmond objašnjava da je prije tri godine završio na otoku zbog brodoloma. Nakon toga upoznao je muškarca koji mu je dao dužnost: unošenje točno određenih brojeva u kompjuter svakih 108 minuta. Desmond tvrdi da će se, u slučaju da se brojevi ne unesu na vrijeme, "dogoditi smak svijeta". Pokazuje Jacku i Lockeu kratak filmić u kojem je narator znanstvenik imena Dr. Marvin Candle (François Chau). Sam film opisuje projekt nazvan Inicijativa DHARMA te otkriva ime okna i njegovu svrhu kao istraživačke stanice za elektromagnetizam nazvanu Labud (The Swan), a uz sve to objašnjava da oni koji gledaju filmić moraju unositi kod u kompjuter svakih 108 minuta. Jack vjeruje da se ne radi o ničemu drugome nego o običnom društvenom eksperimentu, ali Locke čvrsto vjeruje da moraju postupati prema onome o čemu film govori. Desmond pokušava upaliti kompjuter, ali kada ne uspije uspaničari se i pobjegne.
Jack potrči za Desmondom u šumu. Desmond ga uskoro prepozna kao čovjeka kojeg je upoznao na nogometnom stadionu i upita ga što se dogodilo s djevojkom koju je Jack tog dana operirao. Uznemireni Jack mu govori da ju je oženio, ali da su se u međuvremenu razveli. Desmon odlazi, a Jack se vraća do okna. U međuvremenu Sayid Jarrah (Naveen Andrews) uspije popraviti kompjuter. Locke govori Jacku da bi on trebao biti taj koji će pritisnuti gumb, ali Jack to odbija učiniti. U trenutku kada se začuje alarm, Jack i Locke doživljavaju jednu od svojih najpoznatijih i najdramatičnijih scena kompletne serije: Locke ljutito upita Jacka zašto mu je toliko teško vjerovati na što mu Jack uzvraća protupitanjem zašto je Lockeu toliko lako vjerovati u sve. Locke mu odgovara da vjera nikada nije bila laka, ali da Jack mora imati barem malo vjere u sebe. Kada odbrojavanje dođe do posljednje sekunde, Jack unosi brojeve i sat se vrati na odbrojavanje novih 108 minuta. 

### Na drugoj strani otoka
Na plaži Michael i Sawyer ugledaju Jina kojeg proganja petero ljudi za koje Jin tvrdi da su pripadnici Drugih. Svu trojicu ostali napadnu i onesvijeste te bacaju u rupu u zemlji. Kasnije im se još jedan zatvorenik (Michelle Rodriguez) pridružuje u rupi. Predstavi se kao Ana Lucia Cortez, preižvjeli s leta 815 kompanije Oceanic. Ana Lucia se nalazila u repu aviona koji se srušio na drugoj strani otoka. Sawyer joj govori da planira ubiti čuvara sljedeći put kad ga vidi. Međutim, Ana Lucia mu naglo zgrabi pištolj i poziva čuvara (Adewale Akinnuoye-Agbaje); u tom trenutku otkriva se da je ona cijelo vrijeme lagala. 

## Produkcija
Scenaristički tim bojao se da će publici scene u oknu biti prerazvučene pa su smislili pucanje u kompjuter koje će stvoriti krizu i tenzije, jer se uređaj mora popraviti u roku od osam minuta; uz sve to, zbog cjelokupne situacije, nove informacije mogu biti dane "površno".
Ova epizoda označila je prvu u kojoj se pojavio Mr. Eko koji će postati jedan od glavnih likova druge sezone, a kojeg glumi Adewale Akinnuoye-Agbaje. Njegovo prvo pojavljivanje je kratko; u svojoj sceni onesvijesti trojicu preživjelih putnika s velikim štapom. Glumcu Akinnuoyeu-Agbajeu dali su veliki štap i rekli da "onesvijesti ovu trojicu". Glumac je smatrao da "ne postoji bolji način za ulazak u seriju".

## Gledanost
Epizodu Orientation gledalo je 22.38 milijuna Amerikanaca.

## Vanjske poveznice
- "Orientation"  Arhivirana inačica izvorne stranice od 23. listopada 2012. (Wayback Machine) na ABC-u